# Crakehall
Crakehall – wieś w Anglii, w hrabstwie North Yorkshire, w dystrykcie (unitary authority) North Yorkshire. Leży 53 km na północny zachód od miasta York i 327 km na północ od Londynu. Miejscowość liczy 400 mieszkańców.